# Russell Simpson (tennista)
Russell Simpson (Auckland, 22 de febrer del 1954) és un extennista de Nova Zelanda. És el germà petit del també tennista Jeff Simpson.
Va guanyar sis títols de dobles durant la seva carrera professional. Va assolir el lloc 47è del rànquing individual mundial de l'ATP el 18 d'abril del 1983, i el 94è en el de dobles (1985). Actualment dirigeix el club de tennis Beverly Hills Tennis Club de Beverly Hills, a Califòrnia.

## Palmarès

### Individual: 2 (0−2)
| Títols per superfície |
| --------------------- |
| Dura (0−2)            |
| Gespa (0−0)           |
| Terra batuda (0−0)    |

| Resultat  | Núm. | Data                | Torneig                | Superfície | Oponent        | Marcador      |
| --------- | ---- | ------------------- | ---------------------- | ---------- | -------------- | ------------- |
| Finalista | 1.   | 11 de gener de 1982 | Auckland, Nova Zelanda | Dura       | Tim Wilkison   | 4−6, 4−6, 4−6 |
| Finalista | 2.   | 10 de gener de 1983 | Auckland (2)           | Dura       | John Alexander | 4−6, 3−6, 3−6 |

### Dobles: 10 (6−4)
| Títols per superfície |
| --------------------- |
| Dura (1−1)            |
| Gespa (2−1)           |
| Terra batuda (1−0)    |
| Moqueta (1−1)         |

| Resultat  | Núm. | Data                   | Torneig                     | Superfície   | Parella        | Oponents                       | Marcador                  |
| --------- | ---- | ---------------------- | --------------------------- | ------------ | -------------- | ------------------------------ | ------------------------- |
| Guanyador | 1.   | 10 de març de 1975     | Washington DC, Estats Units | Moqueta (i)  | Mike Estep     | Anand Amritraj Vijay Amritraj  | 7−6(5), 6−3               |
| Finalista | 1.   | 21 d'abril de 1975     | Houston, Estats Units       |              | Mike Estep     | Robert Lutz Stan Smith         | 5−7, 6−7(5)               |
| Guanyador | 2.   | 10 de gener de 1977    | Auckland, Nova Zelanda      | Gespa        | Chris Lewis    | Peter Langsford Jonathan Smith | 7−6, 6−4                  |
| Guanyador | 3.   | 18 d'abril de 1977     | Florència, Itàlia           | Terra batuda | Chris Lewis    | Iván Molina Jairo Velasco      | 2−6, 7−6, 6−2             |
| Guanyador | 4.   | 1 de maig de 1978      | Tulsa, Estats Units         |              | Van Winitsky   | Carlos Kirmayr Ricardo Ycaza   | 4−6, 7−6, 6−2             |
| Finalista | 2.   | 19 de gener de 1981    | Monterrey, Mèxic            | Moqueta (i)  | Johan Kriek    | Kevin Curren Steve Denton      | 6−7, 3−6                  |
| Guanyador | 5.   | 15 de juny de 1981     | Bristol, Regne Unit         | Gespa        | Billy Martin   | John Austin Johan Kriek        | 6−3, 4−6, 6−4             |
| Finalista | 3.   | 23 de novembre de 1981 | Johannesburg, Sud-àfrica    | Dura         | Johan Kriek    | Terry Moor John Yuill          | 3−6, 7−5, 4−6, 7−6, 10−12 |
| Guanyador | 6.   | 10 de gener de 1983    | Auckland (2)                | Dura         | Chris Lewis    | David Graham Laurie Warder     | 7−6, 6−3                  |
| Finalista | 4.   | 17 de juny de 1985     | Bristol                     | Gespa        | John Alexander | Eddie Edwards Danie Visser     | 4−6, 6−7                  |